# Čerek
Čerek (rusky Черек) je řeka v Kabardsko-balkarské republice v Ruské federaci. Je 76 km dlouhá. Povodí má rozlohu 3070 km².

## Průběh toku
Vzniká soutokem řek Čerek Balkarskij a Čerek Chulamskij u obce Babugent (Бабугент) v Čerekském okrese, které stékají z ledovců na severních svazích Velkého Kavkazu. Je to pravý přítok řeky Baksan (povodí Těreku).

## Vodní stav
Zdroj vody je převážně ledovcový a sněhového. Nejvyšší vodních stavů dosahuje v létě. Průměrný roční průtok vody pod soutokem zdrojnic činí 39,5 m³/s. Řeka je splavná.